# Live (EP)
Live EP es un extended play de la banda sueca de new wave, The Sounds, que fue lanzado el 30 de mayo del 2006, exclusivamente en iTunes. Contiene canciones grabadas en directo de su álbum Dying to Say This to You.

## Lista de canciones
1. "Painted By Numbers" - 3:20
2. "Much Too Long" - 3:07
3. "Night After Night" - 4:15
4. "Song With A Mission" - 2:58

- Datos: Q603111